# Saint-Germain-la-Blanche-Herbe
Pour les articles homonymes, voir Saint-Germain.
Saint-Germain-la-Blanche-Herbe est une commune française située dans le département du Calvados en région Normandie, peuplée de 2 493 habitants.

## Géographie
La commune est en plaine de Caen, limitrophe du nord-ouest de Caen. Son ancien bourg, inclus dans l'agglomération, est à 4 km à l'ouest du centre-ville du chef-lieu de département.
Saint-Germain-la-Blanche-Herbe est une commune formée de trois parties : le Bourg au sud-est, limitrophe du quartier caennais de La Maladrerie, le quartier d'Ardenne adossé au hameau de Cussy au nord, et le hameau de Franqueville à l'ouest.
Cent hectares de la commune sont classés autour de l'abbaye d'Ardenne et forment le parc périurbain géré par Caen la Mer.
La commune est desservie par les lignes 9, 20 et 21 du réseau Twisto.

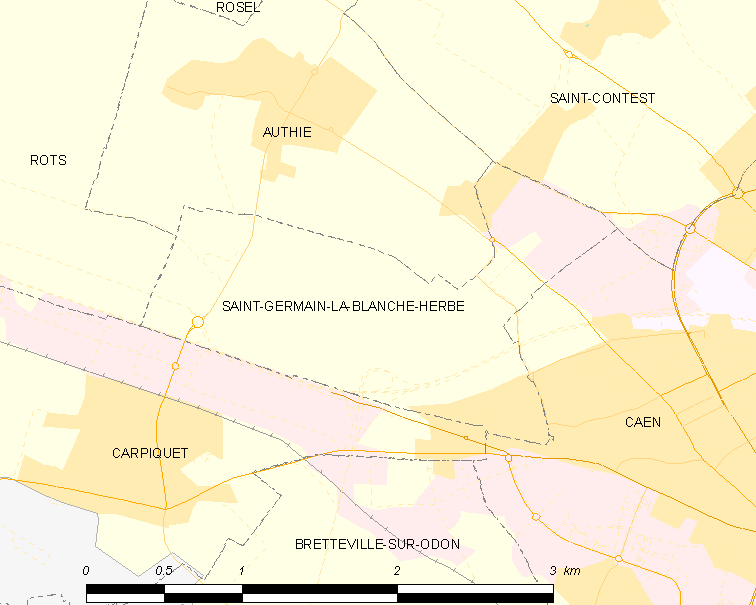
Les communes limitrophes sont : Authie, Saint-Contest, Caen, Carpiquet et Rots.

|      | Authie                         | Saint-Contest |
| Rots | Saint-Germain-la-Blanche-Herbe |               |
|      | Carpiquet                      | Caen          |

### Hydrographie
La commune est située dans le bassin Seine-Normandie. Elle n'est drainée par aucun cours d'eau,.

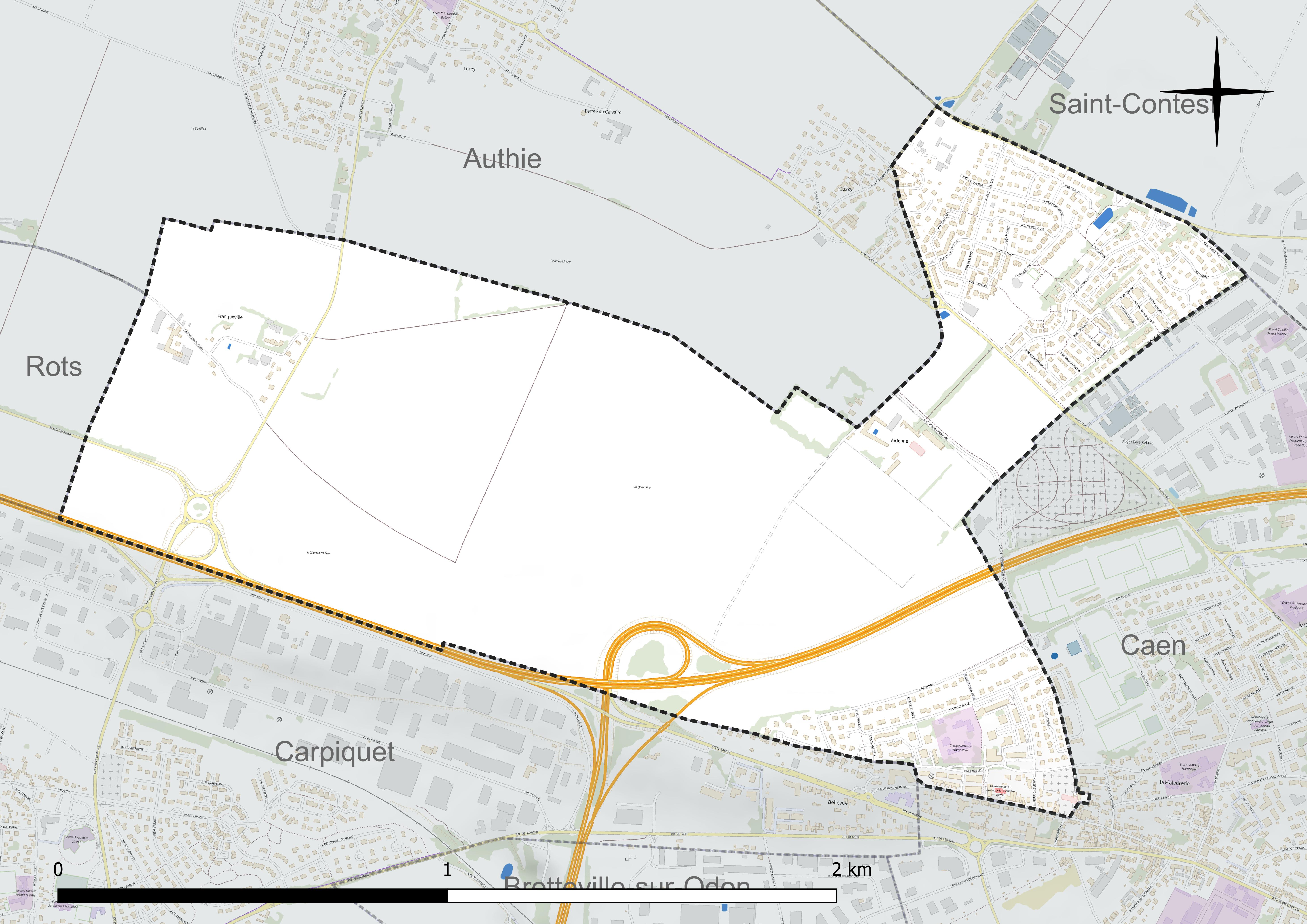
Réseau hydrographique de Saint-Germain-la-Blanche-Herbe.

### Climat
Pour des articles plus généraux, voir Climat de la Normandie et Climat du Calvados.
En 2010, le climat de la commune est de type climat océanique altéré, selon une étude du CNRS s'appuyant sur une série de données couvrant la période 1971-2000. En 2020, Météo-France publie une typologie des climats de la France métropolitaine dans laquelle la commune est exposée à un climat océanique et est dans la région climatique Normandie (Cotentin, Orne), caractérisée par une pluviométrie relativement élevée (850 mm/a) et un été frais (15,5 °C) et venté. Parallèlement le GIEC normand, un groupe régional d'experts sur le climat, différencie quant à lui, dans une étude de 2020, trois grands types de climats pour la région Normandie, nuancés à une échelle plus fine par les facteurs géographiques locaux. La commune est, selon ce zonage, exposée à un « climat des plateaux abrités », correspondant à la plaine agricole de Caen à Falaise, sous le vent des collines de Normandie et proche de la mer, se caractérisant par une pluviométrie et des contraintes thermiques modérées.
Pour la période 1971-2000, la température annuelle moyenne est de 10,7 °C, avec une amplitude thermique annuelle de 12,2 °C. Le cumul annuel moyen de précipitations est de 675 mm, avec 11,6 jours de précipitations en janvier et 7,2 jours en juillet. Pour la période 1991-2020, la température moyenne annuelle observée sur la station météorologique la plus proche, située sur la commune de Carpiquet à 2 km à vol d'oiseau, est de 11,5 °C et le cumul annuel moyen de précipitations est de 740,3 mm,. Pour l'avenir, les paramètres climatiques de la commune estimés pour 2050 selon différents scénarios d'émission de gaz à effet de serre sont consultables sur un site dédié publié par Météo-France en novembre 2022.

## Urbanisme

### Typologie
Au 1er janvier 2024, Saint-Germain-la-Blanche-Herbe est catégorisée ceinture urbaine, selon la nouvelle grille communale de densité à 7 niveaux définie par l'Insee en 2022.
Elle appartient à l'unité urbaine de Caen, une agglomération intra-départementale dont elle est une commune de la banlieue,. Par ailleurs la commune fait partie de l'aire d'attraction de Caen, dont elle est une commune de la couronne,. Cette aire, qui regroupe 296 communes, est catégorisée dans les aires de 200 000 à moins de 700 000 habitants,.

### Occupation des sols
L'occupation des sols de la commune, telle qu'elle ressort de la base de données européenne d'occupation biophysique des sols Corine Land Cover (CLC), est marquée par l'importance des territoires agricoles (79,3 % en 2018), en diminution par rapport à 1990 (84,4 %). La répartition détaillée en 2018 est la suivante : 
terres arables (79,3 %), zones urbanisées (20,6 %), zones industrielles ou commerciales et réseaux de communication (0,1 %). L'évolution de l'occupation des sols de la commune et de ses infrastructures peut être observée sur les différentes représentations cartographiques du territoire : la carte de Cassini (XVIIIe siècle), la carte d'état-major (1820-1866) et les cartes ou photos aériennes de l'IGN pour la période actuelle (1950 à aujourd'hui).

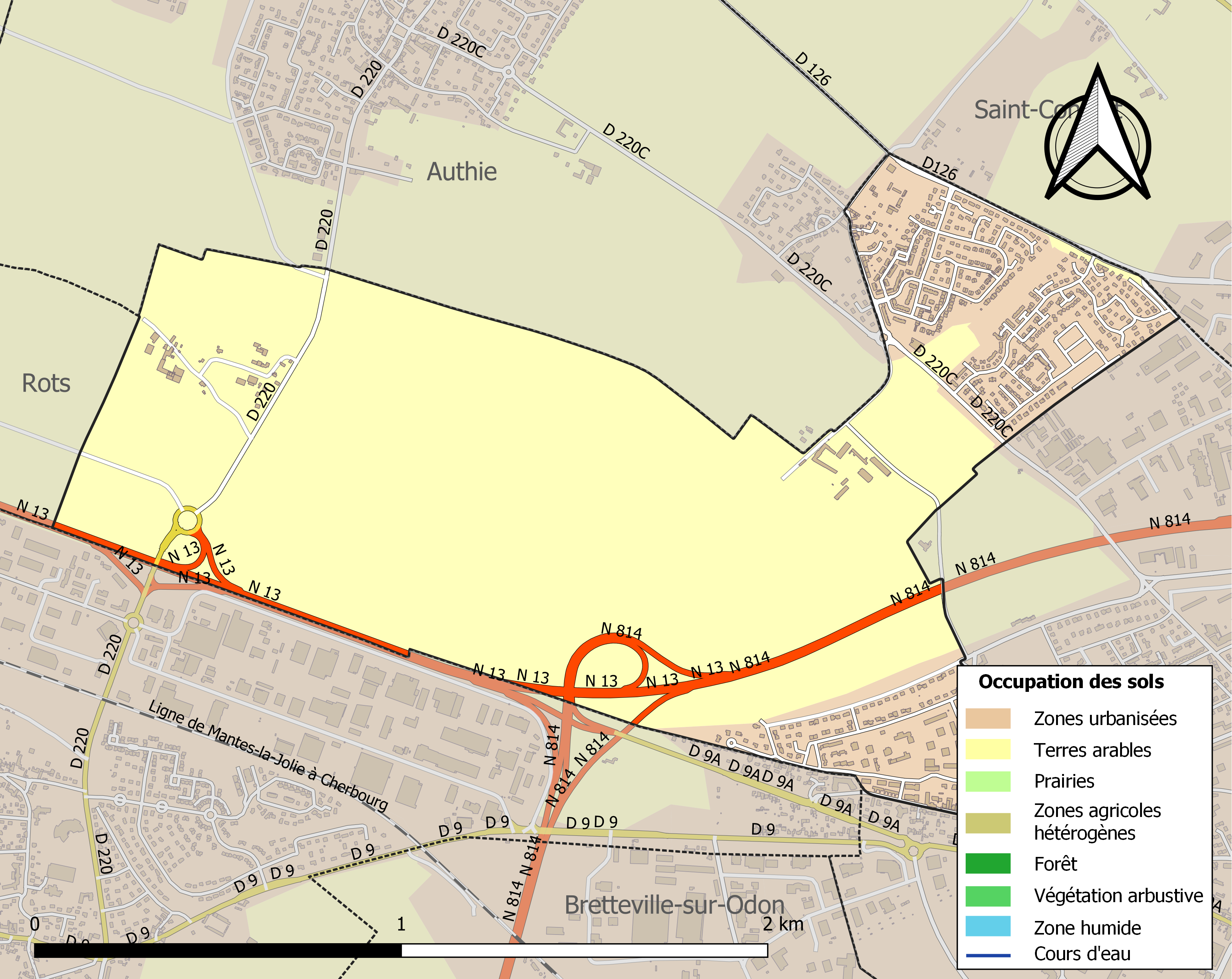
Carte des infrastructures et de l'occupation des sols de la commune en 2018 (CLC).

## Toponymie
Le nom de la localité est attesté sous les formes Sanctus Germanus de Blanca Herba en 1165, Saint Germain de la Blanque Herbe en 1349.
L'origine du nom de Saint-Germain la Blanche Herbe reste un mystère aujourd'hui. Il pourrait provenir des moines de l'abbaye qui travaillaient en aube blanche dans les champs des alentours, ou encore de l'extraction de la pierre de Caen au XIXe siècle qui répandait une poussière blanche sur le sol.
Le gentilé est Saint-Germinois.

## Histoire
L'histoire de la commune rejoint dans sa majeure partie celle du hameau de la Maladrerie, situé sur le territoire de sa grande voisine, Caen, et celle de l'abbaye d'Ardenne, située au nord du bourg.

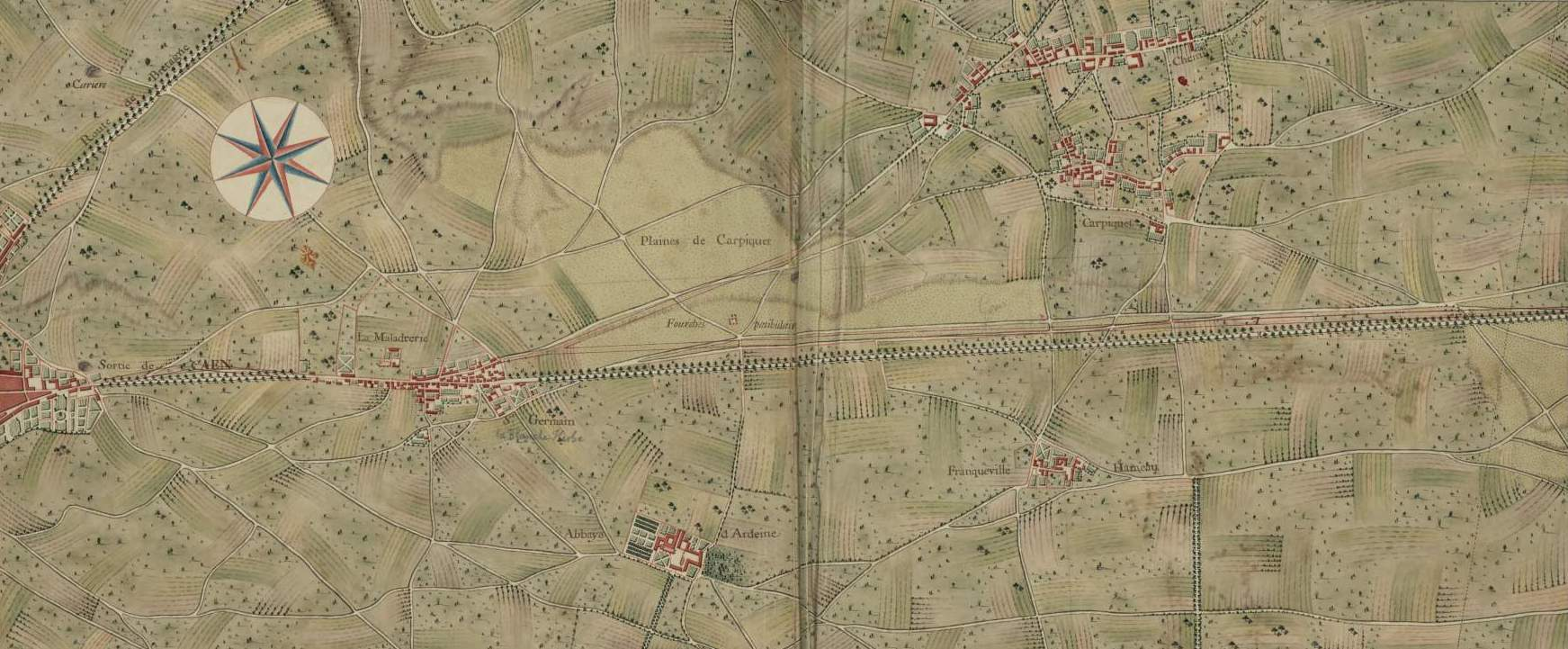
Saint-Germain-la-Blanche-Herbe sur l'atlas de Trudaine.

Pendant l'Occupation, le maire de la commune, Roland Vico, fabrique avec l'aide d'un prêtre de faux papiers pour les réfractaires du STO ou des juifs. Victime d'un piège en 1943, il est déporté à Mauthausen et libéré par les troupes alliées au début du mois de mai 1945.
Le 6 juin 1944, le Standartenführer Kurt Meyer y installe son poste de commandement. La commune est quasiment détruite lors de la bataille de Caen en juin-juillet 1944. La modernité relative des bâtiments dans le quartier de la mairie le montre tout à fait. Durant ces bombardements, l'église de Saint-Germain est touchée ; un obus s'écrase sur la nef, provoquant son effondrement. Seuls vestiges de l'église d'alors, le clocher pointe toujours ses arcades et sa flèche classiques, et la cloche, retrouvée dans les décombres, est suspendue au mur de la mairie. Le 9 juillet 1944, les 2e et 3e batteries du SS.Flak.Abteilung.12, ainsi que la Divisionsbegleitkompanie (compagnie d'escorte divisionnaire), abandonnent Saint-Germain-la-Blanche-Herbe pour se replier à Vaucelles. Les sapeurs canadiens viennent nettoyer le secteur de Saint-Germain infesté de mines. L'opération se déroule sous le feu ennemi et les chars canadiens répliquent en ouvrant le feu sur les maisons où sont retranchés les derniers SS qui fuient alors vers la Maladrerie. Les Canadiens peuvent ensuite entrer dans la ville de Caen pour libérer la rive gauche de l'Orne.
À partir des Trente glorieuses, la commune se développe dans la continuité de l'espace urbain caennais. Le bourg se développe dans la continuité du quartier de la Maladrie et du nouveau quartier du Chemin Vert, mais s'étend peu vers le nord du fait de la création du boulevard périphérique de Caen. Plus au nord, des lotissements de maisons individuelles sont créés entre le hameau de Cussy et la zone industrielle du Chemin vert, à l'ouest du nouveau quartier de la Folie-Couvrechef.

## Politique et administration

### Rattachements administratifs et électoraux
Saint-Germain-la-Blanche-Herbe appartient à l'arrondissement de Caen et au canton de Caen-2 depuis sa création en 1973.
Pour l'élection des députés, la commune fait partie de la première circonscription du Calvados, représentée depuis 2017 par Fabrice Le Vigoureux (LREM).

### Intercommunalité
La commune appartient à Caen la Mer, communauté urbaine qui a succédé en 2017 à la communauté d'agglomération du même nom. Elle en est membre depuis 1990.

### Liste des maires
| Période                                  | Période                  | Identité                | Étiquette | Qualité |
| ---------------------------------------- | ------------------------ | ----------------------- | --------- | --- |
| ?                                        | ?                        | Roland Vico (1889-1967) |           | Agriculteur, résistant (réseau Centurie) et déporté                                                                         |
|                                          | mars 1965                | M. Bossé                |           | |
| mars 1965                                | mars 1971                | Jean-Marie Vico         |           | Commissaire aux comptes, ancien résistant OCM                                                                               |
| mars 1971                                | janvier 1975 (démission) | André Rochereau         |           | |
| janvier 1975                             | février 1975             | Délégation spéciale     |           | |
| février 1975                             | décembre 1997 (décès)    | Serge Maillard          | PS        | Principal de collège retraité Conseiller général du canton de Caen-2 (1982 → 1997) Vice-président du district du grand Caen |
| mars 1998                                | mars 2001                | André Thieurmel         | PS        | Ancien instituteur et directeur d'école Officier des Palmes Académiques                                                     |
| mars 2001                                | mai 2020                 | Joël Cosson             | PS        | Professeur d'université |
| mai 2020                                 | En cours                 | Stéphane Le Helley      | SE        | Fonctionnaire territorial                                                                                                   |
| Les données manquantes sont à compléter. |                          |                         |           | |

Le conseil municipal est composé de dix-neuf membres dont le maire et quatre adjoints.

## Démographie
L'évolution du nombre d'habitants est connue à travers les recensements de la population effectués dans la commune depuis 1793. Pour les communes de moins de 10 000 habitants, une enquête de recensement portant sur toute la population est réalisée tous les cinq ans, les populations de référence des années intermédiaires étant quant à elles estimées par interpolation ou extrapolation. Pour la commune, le premier recensement exhaustif entrant dans le cadre du nouveau dispositif a été réalisé en 2004.
En 2022, la commune comptait 2 493 habitants, en évolution de +7,92 % par rapport à 2016 (Calvados : +1,58 %, France hors Mayotte : +2,11 %).
Saint-Germain-la-Blanche-Herbe a compté jusqu'à 2 531 habitants en 1999.
| 1793 | 1800 | 1806 | 1821 | 1831 | 1836 | 1841 | 1846 | 1851 |
| ---- | ---- | ---- | ---- | ---- | ---- | ---- | ---- | ---- |
| 304  | 249  | 306  | 283  | 286  | 313  | 305  | 292  | 273  |

| 1856 | 1861 | 1866 | 1872 | 1876 | 1881 | 1886 | 1891 | 1896 |
| ---- | ---- | ---- | ---- | ---- | ---- | ---- | ---- | ---- |
| 256  | 269  | 258  | 262  | 246  | 240  | 237  | 253  | 177  |

| 1901 | 1906 | 1911 | 1921 | 1926 | 1931 | 1936 | 1946 | 1954 |
| ---- | ---- | ---- | ---- | ---- | ---- | ---- | ---- | ---- |
| 186  | 195  | 175  | 196  | 209  | 215  | 233  | 212  | 303  |

| 1962 | 1968 | 1975  | 1982  | 1990  | 1999  | 2004  | 2006  | 2009  |
| ---- | ---- | ----- | ----- | ----- | ----- | ----- | ----- | ----- |
| 265  | 232  | 1 327 | 1 223 | 1 615 | 2 531 | 2 514 | 2 473 | 2 416 |

| 2014  | 2019  | 2022  | - | - | - | - | - | - |
| ----- | ----- | ----- | - | - | - | - | - | - |
| 2 367 | 2 298 | 2 493 | - | - | - | - | - | - |

## Lieux et monuments

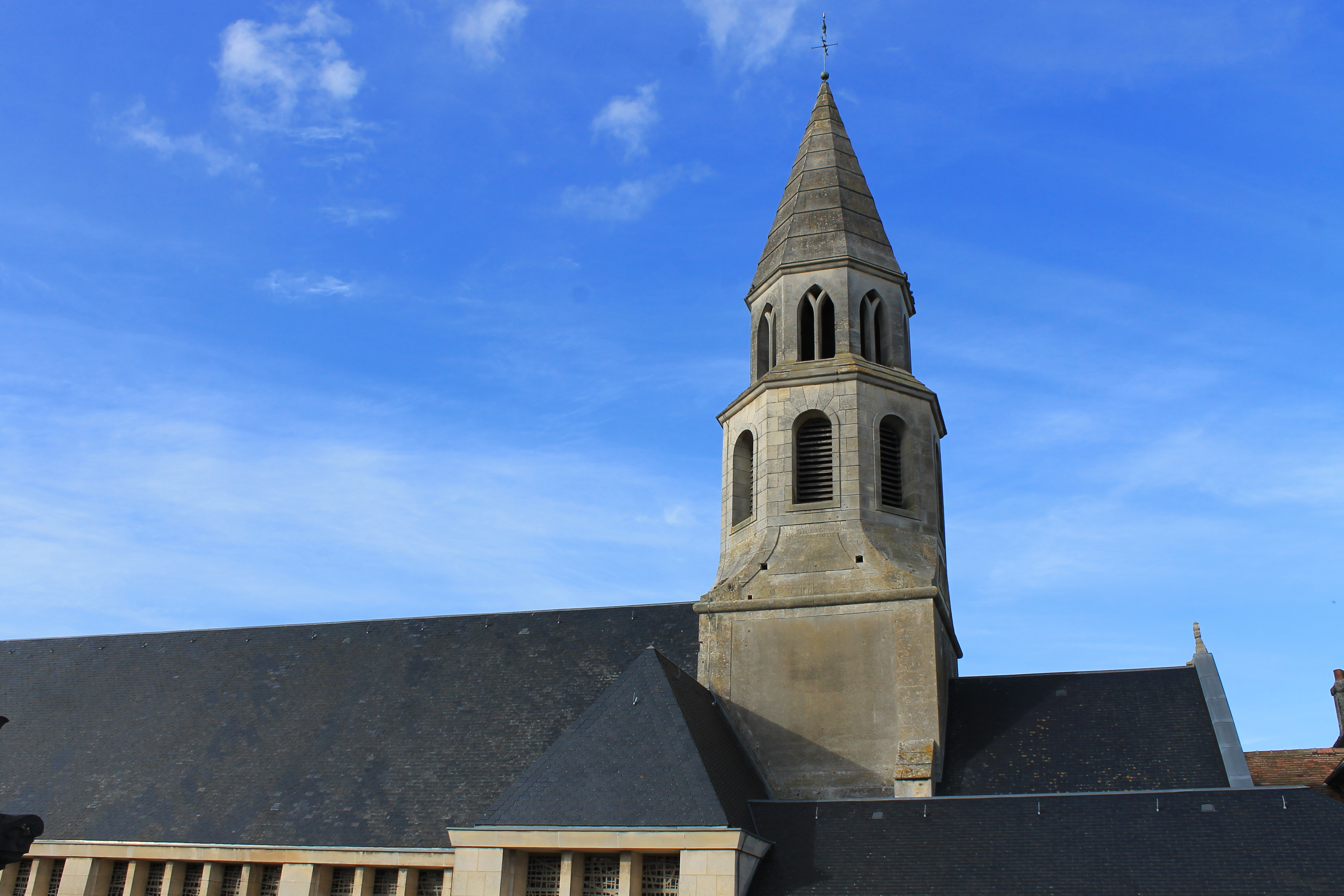
L'église Saint-Germain.

- L'abbaye d'Ardenne (fondée en 1121) qui abrite l'IMEC (Institut Mémoires de l'édition contemporaine) depuis 2004.
- L'église Saint-Germain, dédiée à Germain le Scot[28], dont l'essentiel date de la Reconstruction, a conservé à son extrémité une petite chapelle romane du XIIe siècle.

## Activité et manifestations

### Jumelages
- Mason Vicentino (Italie) depuis 2002.
- Galda de Jos (Roumanie) depuis 2013[29].